# Orchestre symphonique régional de l'Abitibi-Témiscamingue
 (avril 2024).
 (avril 2024).
La mise en forme du texte ne suit pas les recommandations de Wikipédia : il faut le « wikifier ».
Les points d'amélioration suivants sont les cas les plus fréquents :
- Les titres sont pré-formatés par le logiciel. Ils ne sont ni en capitales, ni en gras.
- Le texte ne doit pas être écrit en capitales (les noms de famille non plus), ni en gras, ni en italique, ni en « petit »…
- Le gras n'est utilisé que pour surligner le titre de l'article dans l'introduction, une seule fois.
- L'italique est rarement utilisé : mots en langue étrangère, titres d'œuvres, noms de bateaux, etc.
- Les citations ne sont pas en italique mais en corps de texte normal. Elles sont entourées par des guillemets français : « et ».
- Les listes à puces sont à éviter, des paragraphes rédigés étant largement préférés. Les tableaux sont à réserver à la présentation de données structurées (résultats, etc.).
- Les appels de note de bas de page (petits chiffres en exposant, introduits par l'outil «  Source ») sont à placer entre la fin de phrase et le point final[comme ça].
- Les liens internes (vers d'autres articles de Wikipédia) sont à choisir avec parcimonie. Créez des liens vers des articles approfondissant le sujet. Les termes génériques sans rapport avec le sujet sont à éviter, ainsi que les répétitions de liens vers un même terme.
- Les liens externes sont à placer uniquement dans une section « Liens externes », à la fin de l'article. Ces liens sont à choisir avec parcimonie suivant les règles définies. Si un lien sert de source à l'article, son insertion dans le texte est à faire par les notes de bas de page.
- La présentation des références doit suivre les conventions bibliographiques. Il est recommandé d'utiliser les modèles {{Ouvrage}}, {{Chapitre}}, {{Article}}, {{Lien web}} et/ou {{Bibliographie}}. Le mode d'édition visuel peut mettre en forme automatiquement les références.
- Insérer une infobox (cadre d'informations à droite) n'est pas obligatoire pour parachever la mise en page.

Pour une aide détaillée, merci de consulter Aide:Wikification.
Si vous pensez que ces points ont été résolus, vous pouvez retirer ce bandeau et améliorer la mise en forme d'un autre article.
L'Orchestre symphonique régional de l'Abitibi-Témiscamingue (OSRAT) est un orchestre symphonique professionnel qui œuvre depuis 1987 dans la région de l'Abitibi-Témiscamingue, au Québec.

## Historique
L'OSRAT est fondé en 1986 par le pianiste et compositeur abitibien Jacques Marchand,. Sa première prestation publique a lieu en 1987. Lors de sa formation, l'orchestre rassemble une cinquantaine de musiciens qui proviennent de différentes municipalités de l'Abitibi-Témiscamingue qui se rassemble tous les quinze jours à Amos ou à Rouyn-Noranda.
Au début des années 1990, l'OSRAT donne entre huit et dix concerts par année. En 1990, 90 500 personnes assistent au festival Mozart de l'orchestre symphonique régional.
En 2014, l'OSRAT fait une prestation au Festival des guitares du monde en Abitibi-Témiscamingue (FGMAT) avec le guitariste Rémi Boucher,.
En 2017, l'OSRAT présente un concert historique. Le pianiste Alain Lefèvre interprète, avec l'orchestre régional, le Concerto no 3 du pianiste compositeur québécois André Mathieu. L'événement est une première au Canada.
Au cours de son histoire, l'Orchestre symphonique régional de l'Abitibi-Témiscamingue collabore avec des artistes de l'Abitibi-Témiscamingue:
- 2019: Richard Desjardins Symphonique, avec l'auteur-compositeur-interprètre Richard Desjardins, en collaboration avec le Festival des guitares du monde[7].
- 2017: Paroles de femmes pour la 2e édition de la tournée Des notes et des mots, avec des textes de Sonia Cotten, Nicole Perron et Virginia Pésémapéo-Bordeleau lus par Odette Caron sur la musique de Camille Brunet-Villeneuve, Nicole Perron et Aubert Larouche interprétée par Isabelle Fortin (violon), Annie Boudreau (clarinette) et Amelie Maranda (tuba)[8]. En collaboration avec le Réseau BIBLIO.
- 2012: Cantate nordique pour chœur et orchestre, du compositeur et chef d'orchestre Jacques Marchand[9].
- 2007: L'Épopée québécoise: Jacques Cartier, composée en collaboration avec le compositeur Edgard Davignon et le poète Jean Neuvel.

## Activités
L'OSRAT offre des tournées de concert, des ateliers scolaires et participe activement aux festivals de musique de la région.
L'OSRAT est basé à Rouyn-Noranda, mais ses musiciens proviennent en majeure partie des municipalités avoisinantes de la région et également du Nord-Est de l'Ontario. Cet orchestre est caractérisé par la grandeur du territoire qu'il occupe et la décentralisation de ses musiciens.
L'OSRAT rassemble une quarantaine de musiciens professionnels chaque année afin de présenter trois tournées qui rejoignent près de quatre mille spectateurs à travers la région:
- La tournée de Noël, une série de concerts présentés en collaboration avec des chorales locales[13].
- La tournée du printemps, des concerts sous une thématique prédéterminée présentés à Rouyn-Noranda, Amos, La Sarre et Val-D'or.
- La tournée de l'Ensemble Aiguebelle, une tournée de représentation par un ensemble à cordes composé d'une quinzaine de musiciens professionnels.

S'ajoutent à ces représentations des concerts dans des festivals, des résidences pour aînés, des bibliothèques et autres places publiques. En plus de ses activités culturelles, l'OSRAT propose des ateliers scolaires pour les centres de la petite enfance ainsi que les écoles primaires et secondaires.
De plus, l'OSRAT organise depuis 2007 un concours pour jeunes solistes. Ce concours offre l'opportunité aux jeunes les plus dévoués à leurs instruments de la région de jouer lors de la tournée d'hiver avec l'orchestre symphonique. Depuis 2015, l'orchestre organise également un concours destinés aux jeunes violonistes. Les gagnants de se concours peuvent participer à la tournée de l'ensemble Aiguebelle.

## Défis
L'OSRAT fait face à plusieurs défis qu'elle surmonte d'année en année:
- La grandeur du territoire demande une plus grande logistique de la part des musiciens au sujet des répétitions.
- Les coupures dans les centres scolaires et la fermeture des harmonies dans plusieurs écoles réduisent l'accès à l'éducation musicale et orchestrale dans la région.
- Le départ régulier de jeunes vers de plus grands centres urbains afin de poursuivre leurs études en musique.

L'orchestre surmonte ces défis en ouvrant ses portes aux musiciens du Nord-Est ontarien ou encore en engageant en surnuméraires des musiciens de la région demeurant maintenant à l'extérieur de celle-ci. De cette manière, l'orchestre est un agent important dans la promotion de l'échange et de l'enrichissement entre les musiciens qui le composent.